# 유정률
유정률(劉正律, 1837년 ~ 1866년 2월 19일)는 조선의 천주교 박해 때에 순교한 한국 천주교의 103위 성인 중에 한 사람이다. 세례명은 베드로(Petrus)이다.

## 생애
유정률은 평양의 논재(현재의 평안남도 대동군 율리면 답현리)에서 태어났다. 그는 어릴 때 고아가 되었다. 그는 매우 가난했고, 짚신을 엮어서 생계를 이었다. 그는 매우 급한 성미를 지녔었고, 그의 아내를 모질게 대했다. 그는 도박하기를 좋아했다.
1863년~1864년 경에 그는 천주교를 배웠다. 1864년 그는 28살에 한양으로 상경해서 베르뇌 주교에게 세례를 받았고 베드로라는 세례명을 받았다. 세례 이후에 그의 삶은 완전히 바뀌었다. 그는 아내를 친절하고 상냥하게 대했다. 그는 부인에 대한 과거의 잘못된 행동과 방탕했던 삶에 대해 속죄하는 뜻으로 신꼬리를 고편 삼아 자신에게 매질을 가했다. 그는 도박도 끊었고, 극기와 인내의 신앙생활을 하였다. 그는 그의 친절함과 충실한 삶 덕에 많은 사람들을 천주교로 이끌었다.
1866년에, 박해가 곧 일어날 것이라는 소문이 돌았지만, 그는 평온하기만 했다. 1866년 음력 설날에 그는 친척들에게 세배를 마치고 "안녕히들 계십시오. 이제 헤어지면 언제 다시 뵐 수 있을지 모르겠습니다."라고 말을 했는데, 그 말은 자신의 순교에 대한 암시였다. 같은 날 저녁에 그가 고둔리 공소에서 집 주인인 교리 교사 정 빈첸시오와 여러 명의 교우와 함께 기도하고 있을 때, 포졸들이 그곳을 급습했다. 많은 교우들이 도망갔지만, 유정률과 정 빈첸시오, 그리고 그의 조카 우세영 알렉시오 등 5 명의 교우가 체포되었다. 유정률은 순교자가 될 기회를 얻은 것에 대해 행복해 했다. 그들은 평양 감영으로 압송되어 수감되었다.
평양 감영에서 그들은 이미 체포된 100여명의 교우와 함께 가혹한 형벌과 고문을 받았는데, 대부분의 교우들이 배교했음에도 불구하고, 유정률은 홀로 신앙을 지켰다. 평양 감사 정지용은 배교자 100여명 하여금 곤장으로 유정률을 각각 세 대씩 때리게 하였다. 그러기를 거부한 배교자들은 형리들에게 곤장을 맞았다. 그 다음 날인 1866년 2월 17일 유정률은 300 여대의 곤장을 맞고 30세의 나이로 결국 장사하였다. 감사는 유정률이 죽은 것을 확실히 하기 위해서 부하들을 시켜 그의 시신을 불에 태웠다. 그리고 나서 배교자 다섯 사람이 그의 시신을 대동강에 던졌다. 그날 밤 유정률의 아내는 그의 시신을 강에서 건졌고 가족끼리 장례 지냈다.
그 일이 있고 10년 후인 1876년에, 평양 감사 이재청은 그 강변에 있는 영명사에 척사기념비(斥邪紀蹟碑)를 세우라 명령했다. 사실, 그 기념비는 천주교도들을 죽인 전임 감사 정지용의 천주교 탄압을 기념하기 위함이었지만, 유정률의 성인적 순교에 대한 증거가 되었다. 그 기념비는 여전히 그곳에 세워져 있다.

## 시복 · 시성
유정률 베드로는 1968년 10월 6일에 성 베드로 대성당에서 교황 바오로 6세가 집전한 24위 시복식을 통해 복자 품에 올랐고, 1984년 5월 6일에 서울특별시 여의도에서 한국 천주교 창립 200주년을 기념하여 방한한 교황 요한 바오로 2세가 집전한 미사 중에 이뤄진 103위 시성식을 통해 성인 품에 올랐다.

## 참고 문헌
- 가톨릭 사전: 유정률
- Catholic Bishop's Conference Of Korea. 103 Martryr Saints: 유정률 베드로 Petrus Yu Chong-nyul 보관됨 2014-12-28 - 웨이백 머신